# Klavírní trio (skladba)

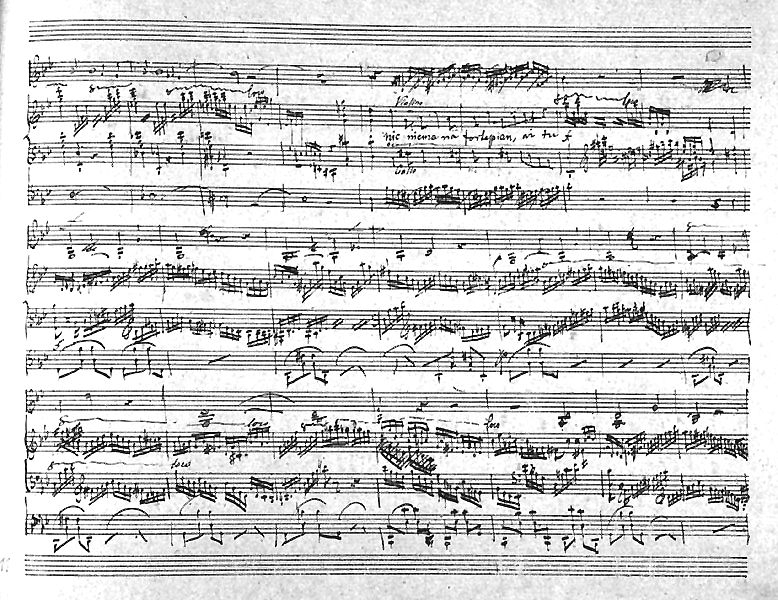
Rukopis Klavírního tria g-moll, Op. 8 od Fryderyka Chopina

Klavírní trio je hudební dílo určené pro stejnojmenné hudební těleso. Existuje množství těchto děl střídavé kvality, neboť hudba psaná pro klavírní trio sloužila zpočátku hlavně pro oddech a pobavení. Mnozí velcí skladatelé však našli ve skladbách tohoto druhu potenciál pro vyjádření hlubokých myšlenek a složili díla, která patří do základního repertoáru komorní hudby.

## Historie
Vznik tohoto typu hudebních děl těsně souvisí se vznikem klavírního tria - hudebního tělesa a spadá do období klasicizmu. V tomto období proběhly v klavírním triu významné změny. Dominantním hudebním nástrojem zde byl zpočátku klavír, housle byly jakýmsi nástrojem ozdobujícím skladbu a violoncello drželo jen doplňkovou basovou linii. Už v pozdějších Haydnových triích však můžeme nalézt posun v tom smyslu, že violoncello dostalo více prostoru. V klavírních triích W. A. Mozarta a L. van Beethovena už došlo ke zrovnoprávnění všech tří hudebních nástrojů, i když klavír si samozřejmě zachoval nenahraditelný harmonický aspekt. Mírný útlum skladeb přišel v období romantizmu, kdy existovaly jisté předsudky vůči komorním tělesům. V pozdním romantizmu a v 20. století však klavírní trio nabylo zasloužené vážnosti.

## Významná díla pro klavírní trio

### Klasicismus
- Wolfgang Amadeus Mozart
  - Klavírní trio E-dur, KV 542

- Ludwig van Beethoven
  - Klavírní trio č. 7 B-dur "Arcivévodské", Op. 97
  - Trojkoncert pro klavírní trio a orchestr

### Romantismus
- Franz Schubert
  - Klavírní trio č. 1 B-dur, D. 898
  - Klavírní trio č. 2 Es-dur, D. 929

- Felix Mendelssohn-Bartholdy
  - Klavírní trio č. 2 c-moll, Op. 66

- Fryderyk Chopin
  - Klavírní trio g-moll, Op. 8

- Robert Schumann
  - Klavírní trio č. 3 g-moll, Op. 110

- Bedřich Smetana
  - Klavírní trio g moll

- Johannes Brahms
  - Klavírní trio č. 2 C-dur, Op. 87
  - Klavírní trio č. 3 c moll, op. 101

- Antonín Dvořák
  - Klavírní trio č. 4 e-moll "Dumky", Op. 90

- Petr Iljič Čajkovskij
  - Klavírní trio a-moll, Op. 50

- Gabriel Fauré
  - Klavírní trio d-moll, Op. 120

### 20. století
- Maurice Ravel
  - Klavírní trio a-moll

- Vítězslav Novák
  - Klavírní trio d-moll "Quasi una ballata", Op. 27

- Charles Ives
  - Klavírní trio, S. 86

- Dmitrij Šostakovič
  - Klavírní trio č. 2 e-moll, Op. 67